# Štefan Klinc
Štefan Klinc, slovenski kmet in politik, * 23. december 1935, † 30. avgust 2009.
Kot nadomestni poslanec SLS+SKD je bil član 2. državnega zbora Republike Slovenije.